# Кузња Раћиборска
Кузња Раћиборска (пољ. Kuźnia Raciborska) је град у Пољској у Војводству Шлеском у Повјату раћиборском. Према попису становништва из 2011. у граду је живело 5.587 становника.

## Становништво
Према прелиминарним подацима са пописа, у граду је 2011. живело 5.587 становника.
| 2002. | 2011. | 2012. |
| ----- | ----- | ----- |
| 5.816 | 5.587 | 5.504 |